# 戴留斯冰川
69°37′S 71°3′W / 69.617°S 71.050°W
戴留斯冰川（英語：Delius Glacier）是南極洲的冰川，位於亞歷山大一世島北部，長11公里、寬4公里，由英國探險隊繪入地圖，以該國作曲家弗雷德里克·戴留斯命名。